# Chiesa e convento della Maddalena (Aversa)
La chiesa ed il convento della Maddalena è un edificio religioso, consacrato al culto della chiesa cattolica, sito in Italia nella città di Aversa.

## Storia
Venne costruita per volere di Carlo I d'Angiò nel 1269, fuori Porta San Nicola, come Hospitium lebrosorum che in seguito fu trasferito nell'Ospedale di Sant'Eligio, sempre ad Aversa. Nel 1420 il Convento fu occupato dai Minori Conventuali. Dieci anni più tardi, nel 1430, l'aversano Jacopo Scaglione fece costruire il chiostro di pietra grigia ampliato poi dal frate Angelo Orabona, arcivescovo di Trani, che vi aggiunse il pozzetto marmoreo centrale, sul quale è apposto lo stemma del casato, e fece affrescare le volte dei portici.
I Francescani vi risiedettero fino al 1813 quando occuparono il Convento di San Domenico, mentre il plesso fu trasformato in Casa dei folli del Regno di Napoli. Dell'antica istituzione angioina, convento e chiesa della Maddalena, non rimane più nulla, mentre del periodo rinascimentale rimane il chiostro, che era sormontato da due colonnine tuscaniche, quello più antico, di San Bernardino, fu costruito durante la probabile sosta del Santo nel convento, e la zona presbiteriale della chiesa con l'alta cupola semisferica che ricorda ambienti fiorentini brunelleschiani.

## Caratteristiche
L'interno della chiesa a navata unica conserva alcune opere di rilevante pregio artistico. Il sarcofago marmoreo di Paolo Lamberto, fatto costruire dal fratello Pirro nel 1555, opera di Giovanni da Nola. Di fronte al sarcofago di Lamberto è posto il sarcofago marmoreo di Angelo Orabona, del 1575, adorno dello stemma del casato e, nello schienale il rilievo della Maddalena. Nel lato destro della navata, nella prima cappella, vi è un dipinto su tela con Gesù Bambino che appare a Sant'Antonio di Padova e, ai lati, affreschi coi Miracoli di Sant'Antonio, di ignoto pittore del Settecento.
Nella seconda cappella, una Santa Lucia, Sant'Antonio, Sant'Aniello che adorano il simbolo eucaristico, di Nicola Mercurio, del 1713. Nella terza cappella un bellissimo Crocifisso ligneo su tronco d'albero degli inizi del XIV secolo.
Nel transetto, nel lato destro, si può ammirare la tela dell'Adorazione dei Magi, del XVI secolo, di Pietro Negroni. Sulla parete destra, un San Pasquale Baylón di Onofrio Marchione del XVIII secolo. Interessantissima è la cona d'altare maggiore col rilievo della Madonna col Bambino che sovrasta una chiesa, che corrisponde al modello della chiesa francescana del cinquecento, e, ai lati, nelle nicchie, i Santi Pietro e Paolo. A sinistra della navata, nella prima cappella si può ammirare una tela della Maddalena, prima metà del Settecento, di Carlo Mercurio. Nel pronao della facciata si trova un fregio marmoreo di fontana poi adattato a sarcofago.